# Trilistnik
Trilistnik (bulgariska: Трилистник) är ett distrikt i Bulgarien.   Det ligger i kommunen obsjtina Maritsa och regionen Plovdiv, i den centrala delen av landet, 140 km öster om huvudstaden Sofia.
Trakten runt Trilistnik består till största delen av jordbruksmark. Runt Trilistnik är det ganska tätbefolkat, med 80 invånare per kvadratkilometer.